# Gaby Mudingayi
Gabriel "Gaby" Mudingayi, né le 1er octobre 1981 à Kinshasa au Zaïre (aujourd'hui la république démocratique du Congo), est un footballeur international belge qui joue au poste de milieu de terrain.

## Biographie
Gaby Mudingayi fait ses classes dans le club bruxellois de l'Union saint-gilloise dont il intègre l'équipe première dès 1998. Milieu défensif solide, il se fait remarquer par des clubs de première division et, en 2000, il est transféré à La Gantoise. Il s'impose dans le onze de base et est repris en équipe nationale espoirs en 2002. Un an plus tard, il est appelé chez les « Diables Rouges » par le sélectionneur national Aimé Anthuenis.
En janvier 2004, délaissé par l'entraîneur Jan Olde Riekerink sur le banc de La Gantoise, il décide de partir au FC Torino, qui évolue à l'époque en Serie B. Après quelques mois difficiles, il parvient à s'imposer et devient titulaire indiscutable. Alors qu'en 2005 son équipe acquiert le droit de monter en Serie A, des problèmes financiers l'en empêchent et le club libère tous ses joueurs de leurs contrats. Gaby Mudingayi rejoint alors la Lazio Rome en août 2005.
Après des débuts prometteurs avec sa nouvelle équipe et après avoir gagné sa place de titulaire, il a la jambe cassée en avril 2006 lors d'un contact avec Fabio Cannavaro, ce qui freine sa progression. Après une longue période de récupération, le milieu défensif reprend sa place dans le onze de base de la Lazio et revient en équipe nationale belge.
En juillet 2008, il est transféré pour six millions d'euros au Bologne FC, club qui retrouve la Serie A après trois ans. Dans son nouveau club, Gaby Mudingayi devient un joueur incontournable et, débarrassé de ses problèmes physiques, dispute pratiquement quatre saisons pleines. 
En juillet 2012, il rejoint les rangs de l'Inter Milan sur base d'un prêt avec option d'achat. À Milan, il fait face à une rude concurrence et ne prend part qu'à neuf rencontres de championnat avant de se blesser au tendon d'Achille en janvier 2013, ce qui met un terme à sa saison. Malgré cela, pour pallier le départ de Walter Gargano, l'Inter lève l'option dans son contrat et l'acquiert définitivement en juin. Il ne joue finalement que trois rencontres durant la saison 2013-2014, une en championnat et deux en Coupe. Il est libéré de sa dernière année de contrat durant l'été et après avoir refusé des offres de Watford et des Queens Park Rangers, il décide en octobre de rejoindre le championnat espagnol et s'engage pour un an avec Elche. Malheureusement, le club est interdit de transfert à cause de graves problèmes financiers et il ne peut faire signer l'ancien « Diable Rouge », qui est de nouveau libre en février 2015.
Après cette mésaventure, Gaby Mudingayi retourne en Serie A et signe un contrat de six mois avec l'AC Cesena. Il n'y prend part qu'à neuf rencontres et, le club étant relégué en fin de saison, son contrat n'est pas prolongé. Il reste plus d'un an sans club et après un essai concluant, il est engagé en octobre 2016 par l'AC Pise, un club tout juste promu en Serie B et entraîné par l'ancien international italien Gennaro Gattuso. Il ne parvient pas à s'y imposer et après avoir disputé seulement deux rencontres avec le club toscan, il rompt son contrat le 31 janvier 2017. Il n'a toujours pas retrouvé de club depuis lors.

## Statistiques
| Saison                | Club                  | Championnat           | Championnat | Championnat | Coupe(s) nationale(s) | Coupe(s) nationale(s) | Compétition(s) continentale(s) | Compétition(s) continentale(s) | Compétition(s) continentale(s) | Total | Total |
| Saison                | Club                  | Division              | M.          | B.          | M.                    | B.                    | Comp.                          | M.                             | B.                             | M.    | B.    |
| 1998-1999             | Union SG              | Division 3            | 15          | 1           | -                     | -                     | -                              | 0                              | 0                              | 15    | 1     |
| 1999-2000             | Union SG              | Division 3            | 20          | 0           | -                     | -                     | -                              | 0                              | 0                              | 20    | 0     |
| Sous-total            | Sous-total            | Sous-total            | 35          | 1           | -                     | -                     | -                              | 0                              | 0                              | 35    | 1     |
| 2000-2001             | KAA La Gantoise       | Division 1            | 11          | 0           | -                     | -                     | -                              | 0                              | 0                              | 11    | 0     |
| 2001-2002             | KAA La Gantoise       | Division 1            | 15          | 0           | -                     | -                     | -                              | 0                              | 0                              | 15    | 0     |
| 2002-2003             | KAA La Gantoise       | Division 1            | 21          | 0           | -                     | -                     | -                              | 0                              | 0                              | 21    | 0     |
| 2003-2004             | KAA La Gantoise       | Division 1            | 16          | 0           | -                     | -                     | -                              | 0                              | 0                              | 16    | 0     |
| Sous-total            | Sous-total            | Sous-total            | 63          | 0           | -                     | -                     | -                              | 0                              | 0                              | 63    | 0     |
| 2003-2004             | Torino FC             | Serie B               | 11          | 0           | 0                     | 0                     | -                              | 0                              | 0                              | 11    | 0     |
| 2004-2005             | Torino FC             | Serie B               | 27          | 1           | 4                     | 0                     | -                              | 0                              | 0                              | 31    | 1     |
| Sous-total            | Sous-total            | Sous-total            | 38          | 1           | 4                     | 0                     | -                              | 0                              | 0                              | 42    | 1     |
| 2005-2006             | Lazio Rome            | Serie A               | 14          | 1           | 3                     | 0                     | -                              | 0                              | 0                              | 17    | 1     |
| 2006-2007             | Lazio Rome            | Serie A               | 28          | 0           | 3                     | 0                     | -                              | 0                              | 0                              | 31    | 0     |
| 2007-2008             | Lazio Rome            | Serie A               | 27          | 0           | 1                     | 0                     | C1                             | 7                              | 0                              | 35    | 0     |
| Sous-total            | Sous-total            | Sous-total            | 69          | 1           | 7                     | 0                     | -                              | 7                              | 0                              | 83    | 1     |
| 2008-2009             | Bologne FC            | Serie A               | 31          | 0           | 1                     | 0                     | -                              | 0                              | 0                              | 32    | 0     |
| 2009-2010             | Bologne FC            | Serie A               | 28          | 1           | 0                     | 0                     | -                              | 0                              | 0                              | 28    | 1     |
| 2010-2011             | Bologne FC            | Serie A               | 32          | 1           | 0                     | 0                     | -                              | 0                              | 0                              | 32    | 1     |
| 2011-2012             | Bologne FC            | Serie A               | 34          | 0           | 2                     | 0                     | -                              | 0                              | 0                              | 36    | 0     |
| Sous-total            | Sous-total            | Sous-total            | 125         | 2           | 3                     | 0                     | -                              | 0                              | 0                              | 128   | 2     |
| 2012-2013             | Inter Milan           | Serie A               | 9           | 0           | 1                     | 0                     | C3                             | 4                              | 0                              | 14    | 0     |
| 2013-2014             | Inter Milan           | Serie A               | 1           | 0           | 2                     | 0                     | -                              | 0                              | 0                              | 3     | 0     |
| Sous-total            | Sous-total            | Sous-total            | 10          | 0           | 3                     | 0                     | -                              | 4                              | 0                              | 17    | 0     |
| 2014-2015             | AC Cesena             | Serie A               | 9           | 0           | 0                     | 0                     | -                              | 0                              | 0                              | 9     | 0     |
| Sous-total            | Sous-total            | Sous-total            | 9           | 0           | 0                     | 0                     | -                              | 0                              | 0                              | 9     | 0     |
| 2016-2017             | AC Pise               | Serie B               | 2           | 0           | 0                     | 0                     | -                              | 0                              | 0                              | 2     | 0     |
| Sous-total            | Sous-total            | Sous-total            | 2           | 0           | 0                     | 0                     | -                              | 0                              | 0                              | 2     | 0     |
| Total sur la carrière | Total sur la carrière | Total sur la carrière | 351         | 5           | 17                    | 0                     | -                              | 11                             | 0                              | 379   | 5     |

## Sélections internationales
Gaby Mudingayi compte 21 sélections avec l'équipe nationale belge, pour 17 rencontres effectivement jouées. Il dispute son premier match avec les « Diables Rouges » le 30 mars 2003 contre la Pologne, au cours duquel il est titularisé par le sélectionneur de l'époque Aimé Anthuenis. Il est encore appelé deux mois plus tard pour un match contre Andorre mais il ne joue pas. Il doit ensuite attendre près de trois ans avant de revenir en équipe nationale, disputant seize autres rencontres entre mars 2006 et octobre 2009. Sa dernière apparition sous la tunique nationale remonte à un match en Estonie. Il est appelé une dernière fois en octobre 2011 mais il ne monte pas sur le terrain.
Entre août 2002 et septembre 2003, Gaby Mudingayi est également appelé à huit reprises en équipe nationale espoirs.
Le tableau ci-dessous reprend toutes les sélections de Gaby Mudingayi. Les matches qu'il ne joue pas sont indiqués en italique. Le score de la Belgique est toujours indiqué en gras.
| Date       | Compétition                                  | Adversaire         | Lieu       | Score | Remarque |
| ---------- | -------------------------------------------- | ------------------ | ---------- | ----- | -------- |
| 30/04/2003 | Match amical                                 | Pologne            | Bruxelles  | 3-1   |          |
| 11/06/2003 | Éliminatoires Euro 2004 (Groupe 8)           | Andorre            | Gand       | 3-0   |          |
| 11/03/2006 | Match amical                                 | Luxembourg         | Luxembourg | 0-2   | 46e      |
| 07/10/2006 | Éliminatoires Euro 2008 (Groupe A)           | Serbie             | Belgrade   | 1-0   | 75e      |
| 11/10/2006 | Éliminatoires Euro 2008 (Groupe A)           | Azerbaïdjan        | Bruxelles  | 3-0   |          |
| 15/11/2006 | Éliminatoires Euro 2008 (Groupe A)           | Pologne            | Bruxelles  | 0-1   | 80e      |
| 07/02/2007 | Match amical                                 | Tchéquie           | Bruxelles  | 0-2   |          |
| 24/03/2007 | Éliminatoires Euro 2008 (Groupe A)           | Portugal           | Lisbonne   | 4-0   |          |
| 02/06/2007 | Éliminatoires Euro 2008 (Groupe A)           | Portugal           | Bruxelles  | 1-2   | 76e      |
| 22/08/2007 | Éliminatoires Euro 2008 (Groupe A)           | Serbie             | Bruxelles  | 3-2   |          |
| 13/10/2007 | Éliminatoires Euro 2008 (Groupe A)           | Finlande           | Bruxelles  | 0-0   |          |
| 26/03/2008 | Match amical                                 | Maroc              | Bruxelles  | 1-4   |          |
| 30/05/2008 | Match amical                                 | Italie             | Florence   | 3-1   | 85e      |
| 20/08/2008 | Match amical                                 | Allemagne          | Nuremberg  | 2-0   | 87e      |
| 06/09/2008 | Éliminatoires Coupe du monde 2010 (Groupe 5) | Estonie            | Liège      | 3-2   |          |
| 10/09/2008 | Éliminatoires Coupe du monde 2010 (Groupe 5) | Turquie            | Istanbul   | 1-1   | 46e 54e  |
| 28/03/2009 | Éliminatoires Coupe du monde 2010 (Groupe 5) | Bosnie-Herzégovine | Genk       | 2-4   |          |
| 20/04/2009 | Éliminatoires Coupe du monde 2010 (Groupe 5) | Bosnie-Herzégovine | Zenica     | 2-1   | 58e      |
| 10/10/2009 | Éliminatoires Coupe du monde 2010 (Groupe 5) | Turquie            | Bruxelles  | 2-0   | 78e      |
| 14/10/2009 | Éliminatoires Coupe du monde 2010 (Groupe 5) | Estonie            | Tallinn    | 2-0   | 46e      |
| 11/10/2011 | Éliminatoires Euro 2012 (Groupe A)           | Allemagne          | Düsseldorf | 3-1   |          |